# 양산영어도서관
양산영어도서관은 경상남도 양산시 소재의 시립 영어 도서관이다.

## 연혁
- 2014년 3월 시범 개관.
- 2014년 4월 30일 정식 개관.

## 이용 안내
이용 시간
- 1층 북카페: 화~일 09:00~18:00
- 2층 열람실·멀티미디어존: 화~일 09:00~18:00
- 3층 강좌실: 화~일 09:00~18:00

휴관일
- 매주 월요일
- 일요일을 제외한 법정 공휴일(일요일이 공휴일과 겹치면 휴관)
- 기타 도서관이 지정한 임시 공휴일